# Grimm (Insel)

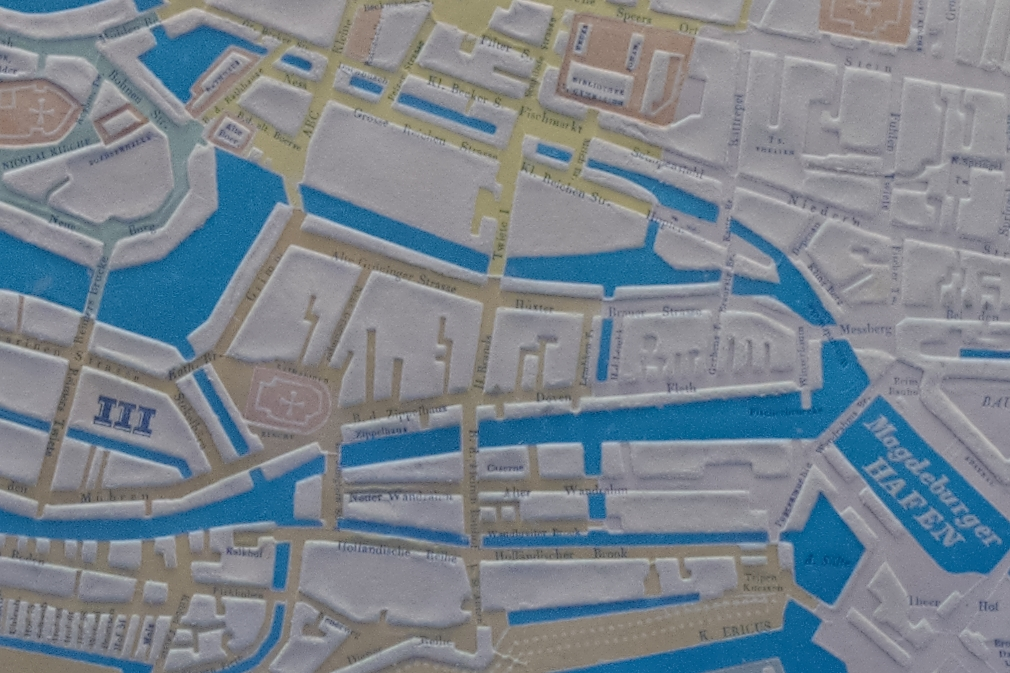
Insel Grimm (Mitte) in einem Stadtplan von 1841

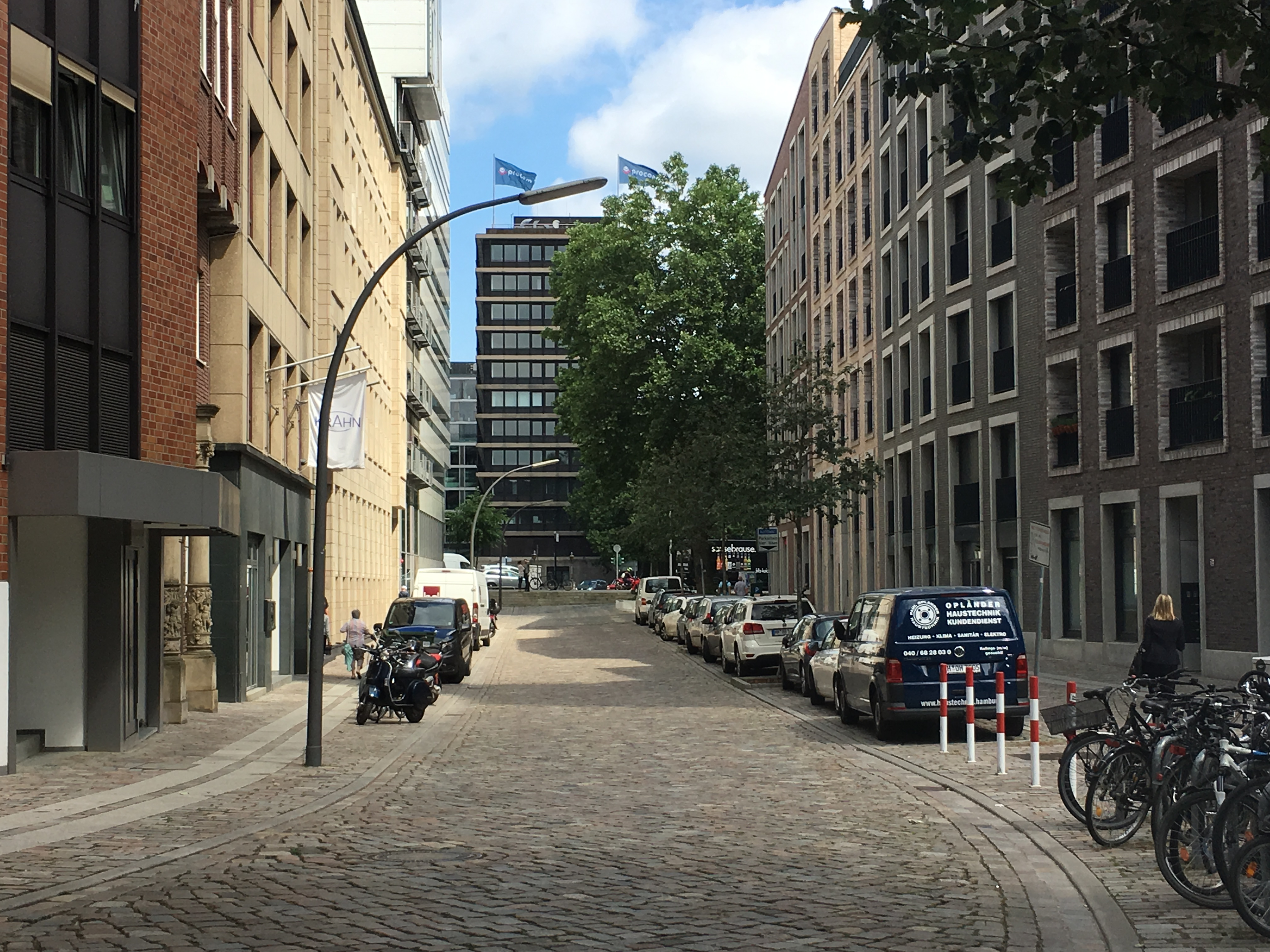
Blick durch die heutige Straße Grimm in Richtung Willy-Brandt-Straße

Der Grimm ist eine ehemalige Insel im Mündungsgebiet der Alster in die Elbe; heute bezeichnet der Name eine Straße in der Hamburger Altstadt. Die Marschinsel befand sich östlich des Cremon, von dem sie durch das mittlerweile zugeschüttete Steckelhörnfleet getrennt war, und erstreckte sich südlich der heutigen Willy-Brandt-Straße, für deren Anlage das Gröningerstraßenfleet, Brauerstraßenfleet und das Klingbergfleet zugeschüttet wurden, vom Sankt Katharinen-Kirchhof im Westen bis etwa zum Meßberg im Osten (siehe Abbildung).
Grimm und Cremon bildeten zusammen seit der ersten Hälfte des 13. Jahrhunderts das Kirchspiel von Sankt Katharinen. Vorher hatte Adolf III. von Schauenburg und Holstein Siedler aus Westfalen geholt. Um den Grimm besiedelbar zu machen, wurde das Inselufer erhöht, nach drei Sturmfluten zwischen 1216 und 1219 wurde die Insel zusätzlich eingedeicht. Bis um 1300 war die Insel außerhalb der Stadtmauern.
Typisch für den Grimm sind die Fleetgänge. Ursprünglich bauten die Siedler fern dem Wasser. Als die Nachfrage stieg, und auch Häuser am Wasser entstanden, verkauften die ersten Siedler ihre Grundstücke am Wasser. Um dennoch an den Fluss zu gelangen, sicherten sie sich kleine Durchgänge, die Fleetgänge, zum Wasser hin.
Der Grimm hatte den Hamburger Brand von 1842 heil überstanden und war eines der wenigen Gebiete der Hamburger Altstadt, das im 20. Jahrhundert noch historische Bausubstanz besaß. Hierbei handelte es sich vor allem um vierstöckige und drei- bis fünfachsige Hamburger Kaufsmannshäuser aus dem Barock mit repräsentativen Fassaden, üppigen Portalen und vorgebauten Ausluchten. Zu Beginn des 20. Jahrhunderts begann sich allerdings die Bevölkerungszusammensetzung zu ändern: Die ursprünglich dort wohnenden Kaufleute waren seit dem Hamburger Brand und der Aufhebung der Torsperre 1861 in die Außenbezirke gezogen. An ihrer Stelle zogen ärmere Bevölkerungsschichten in die inzwischen oft sanierungsbedürftigen Häuser der Altstadt. Der größte Teil des Grimms wurde im Hamburger Feuersturm 1943 zerstört. Häuser, die 1961 noch erhalten waren, waren die Häuser Grimm 12, 14 und 16 (ehemals Grimm 20, 19, 18). Vom Haus Grimm 31 ist die Prunkdecke erhalten, die seit der Eröffnung des Museums für Hamburgische Geschichte 1922 die Kaufmannsdiele innerhalb des Museums schmückt.